# 76,2 mm armata czołgowa F-34
F-34 – radziecka armata czołgowa z okresu II wojny światowej kalibru 76,2 mm. Używana przede wszystkim w czołgu T-34, montowana także w prototypie T-43 oraz zakupionych od USA czołgach M4 Sherman. Opracowana jeszcze przed wojną, miała zastąpić starsze działa Ł-11 i F-32. Rozpoczęto jej produkcję w 1941 roku. Została zastąpiona przez armatę D-5T w 1944.
| Długość (kalibry)                            | 42,5   |        |        |
| pocisk burzący F-534                         |        |        |        |
| masa (kg)                                    | 6,23   |        |        |
| prędkość początkowa (m/s)                    | 680    |        |        |
| pocisk odłamkowo-burzący OF-350              |        |        |        |
| masa (kg)                                    | 6,23   |        |        |
| prędkość początkowa (m/s)                    | 680    |        |        |
| pocisk przeciwpancerny ze smugaczem BR-353A  |        |        |        |
| masa (kg)                                    | 6,5    |        |        |
| prędkość początkowa (m/s)                    | 662    |        |        |
| przebijalność pod kątem prostym z odległości | 500 m  | 1000 m | 2000 m |
|                                              | 71 mm  | 51 mm  | 40 mm  |
| pocisk podkalibrowy BR-354P                  |        |        |        |
| masa (kg)                                    | 3,05   |        |        |
| prędkość początkowa (m/s)                    | 950    |        |        |
| przebijalność pod kątem prostym z odległości | 500 m  | 1000 m |        |
|                                              | 100 mm | 51 mm  |        |